# Byrsonima basiloba
Byrsonima basiloba é uma espécie de planta da família Malpighiaceae. É encontrada nos cerrados do Brasil.
Alterações anatômicas causadas por fluoreto de potássio sugerem que a espécie pode ser usada como bioindicadora deste poluente.